# Plasmodiophorida
Plasmodiophorales
Ordre
Les Plasmodiophorida (CINZ) ou Plasmodiophorales (CIN) sont un ordre de protistes du groupe des Rhizaria. Ce sont des phytoparasites responsables des maladies cryptogamiques comme la hernie du chou ou la gale poudreuse des pommes de terre. 
Ils faisaient historiquement partie des myxomycètes au sens large et étudiés par la mycologie.

## Systématique
L'ordre des Plasmodiophorida est attribué, selon les sources, au botaniste américain Frank Lincoln Stevens (d) (1871-1934) en 1919 ou au botaniste, mycologue et phytopathologiste britannique Walter Robert Ivimey Cook (d) (1902-1952) en 1928.
Pour l'ordre des Plasmodiophorales, toutes les sources s'accordent pour attribuer celui-ci à Frank Lincoln Stevens,.

## Liste des familles
Selon BioLib (2 juillet 2020) :
- famille Endemosarcidae L.S.Olive & Erdos, 1971
- famille Plasmodiophoridae
- genre Cystospora J.E. Elliot

### Plasmodiophorida
- (en) BioLib : Plasmodiophorida  Cook, 1928 (consulté le 2 juillet 2020)
- (en) Catalogue of Life : Plasmodiophorida (consulté le 4 janvier 2021)
- (en) Index Fungorum : Plasmodiophorida F. Stevens 1919 (consulté le 2 juillet 2020)
- (fr + en) ITIS : Plasmodiophorida (consulté le 2 juillet 2020)
- (en) MycoBank : Plasmodiophorida F. Stevens (consulté le 2 juillet 2020)
- (en) NCBI : Plasmodiophorida  Cook, 1928 (taxons inclus) (consulté le 2 juillet 2020)
- (en) Tree of Life Web Project : Plasmodiophorida (consulté le 2 juillet 2020)
- (en) WoRMS : Plasmodiophorida Cook, 1928 (+ liste familles + liste genres) (consulté le 2 juillet 2020)

### Plasmodiophorales
- (en) Index Fungorum : Plasmodiophorales F. Stevens 1919 (consulté le 2 juillet 2020)
- (fr + en) ITIS : Plasmodiophorales (consulté le 2 juillet 2020)
- (en) MycoBank : Plasmodiophorales F. Stevens (consulté le 2 juillet 2020)
- (en) WoRMS : Plasmodiophorales F. Stevens, 1919 (+ liste familles + liste genres) (consulté le 2 juillet 2020)